# Gazet van Antwerpen
Gazet van Antwerpen é um jornal diário belga, situado na Antuérpia. Fundado em 3 de novembro de 1891, pertence à Concentra Media e é editado em língua neerlandesa, cobrindo acontecimentos do mundo e da região Flandres. Em 2007, sua circulação era estimada em 109 mil cópias, convertendo-se como o quarto jornal mais comercializado no país, de acordo com a Universidade de Helsinque. Em dados elaborados pela Alexa, sua página oficial é uma das oitenta mais acessadas por toda a Bélgica.